# Waltham Forest Town Hall
L'Hôtel de Ville de Waltham Forest (anciennement Walthamstow Town Hall) est un hôtel de Ville situé à Walthamstow, à l'Est de Londres. Le bâtiment est de style Art Déco, achevé en 1941. L'hôtel de Ville est construit en pierre de Portland et influencé par les bâtiments suédois de l'entre-deux-guerres. Bien qu'il dispose maintenant du statut de Monument Classé de Grade II, il n'est pas figé dans le temps. Il joue un rôle important pour la population de l'arrondissement. Il a par exemple accueilli des concerts d'artistes célèbres, tels que Placido Domingo et Yehudi Menuhin.

## Architecture

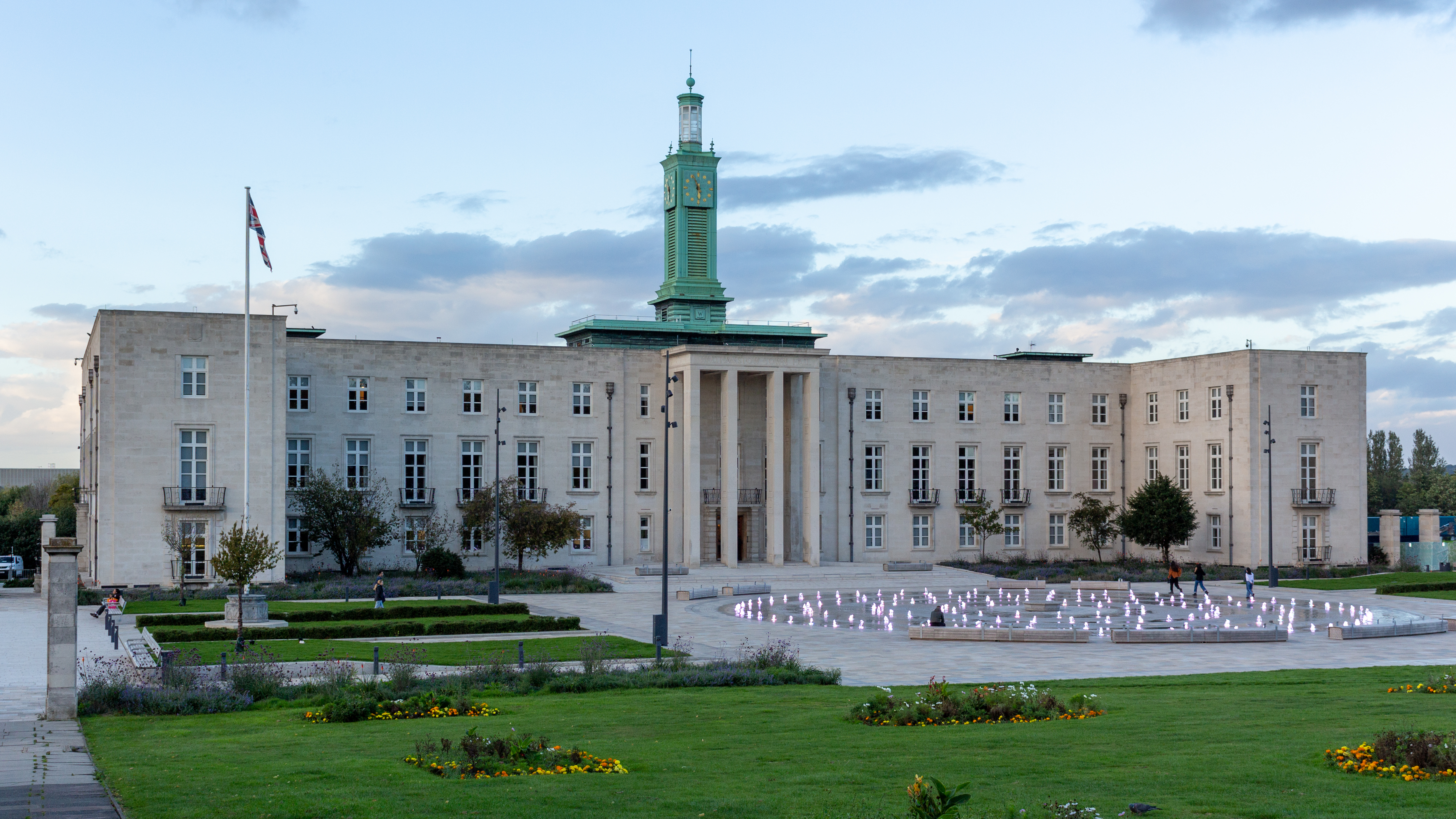
Waltham Forest Town Hall, bâtiment classé d'Angleterre et du Pays de Galles

En 1929, l'arrondissement municipal nouvellement créé de Walthamstow a lancé un concours d'architecture pour son siège.
La compétition a été remportée en 1932 par Philip Dalton Hepworth, qui a étudié à Londres, à Paris et à Rome, mais est également influencé par le Classicisme nordique suédois, avec des détails art déco.
En 1965, à la suite de la fusion des trois anciens arrondissements municipaux de Walthamstow, Leyton et Chingford pour créer l'actuel borough de Waltham Forest, l'hôtel de ville continue à servir comme quartier général du nouveau conseil.

## Salle de l'Assemblée
Ce bâtiment de style art déco, situé dans le complexe, est utilisé pour des mariages, des conférences, des bals, des concerts, des expositions et d'autres événements majeurs.